# Thymidine
Thymidine of desoxythymidine is een desoxyribonucleoside dat is opgebouwd uit thymine en desoxyribose (een pentose). Het overeenkomstige ribonucleoside komt niet voor in levende wezens. Thymidine komt voor als bouwsteen in het DNA en zeer zelden in het tRNA, maar daar wordt het in de regel vervangen door uridine. De stof komt voor als kleurloze naaldvormige kristallen. Het is onder standaardomstandigheden een zeer stabiele verbinding.
Thymidine kan tot drie maal gefosforyleerd worden tot de overeenkomstige desoxyribonucleotiden.
Thymidine is teratogeen.